# General Carrera (SS-22)
Pour les autres navires du même nom, voir General Carrera.
Le General Carrera (pennant number : SS-22) est un sous-marin de la marine chilienne de classe Scorpène. Il est la deuxième des deux unités construites par le consortium franco-espagnol DCNS-Navantia. La proue a été construite par DCNS et la poupe par Navantia, l’assemblage ayant été réalisé à Carthagène (Espagne), où le sous-marin a effectué ses essais en mer le 11 novembre 2005. C’est également à Carthagène qu’il a été remis officiellement à la marine chilienne le 3 décembre 2006. Il est arrivé à Valparaíso le 14 décembre 2006.
Le General Carrera et son sister-ship le General O'Higgins ont remplacé les anciens sous-marins de classe Oberon britannique, qui ont servi dans la marine chilienne pendant 30 ans. Le General Carrera est actuellement en service dans la force sous-marine chilienne, avec Talcahuano comme port-base.